# Propagandhi
Propagandhi és una banda canadenca de punk rock formada el 1986 a Portage la Prairie (Manitoba) pel guitarrista Chris Hannah i el bateria Jord Samolesky. Actualment, la banda resideix a Winnipeg (Manitoba) i la completen el baixista Todd Kowalksi i el guitarrista Sulynn Hago.
El treball primerenc de Propagandhi tenia un so purament associat amb els moviments hardcore melòdic i skate punk, però posteriorment el grup s'ha inclinat cap a un so més dur i més tècnic amb influències del heavy metal. Els membres de Propagandhi són activistes d'extrema esquerra que advoquen diverses causes com l'anarquisme i el veganisme i que lluiten contra les violacions dels drets humans, el sexisme, el racisme, l'homofòbia, el nacionalisme, l'imperialisme i el capitalisme i la religió organitzada.

## Discografia
- How to Clean Everything (1993)
- Less Talk, More Rock (1996)
- Today's Empires, Tomorrow's Ashes (2001)
- Potemkin City Limits (2005)
- Supporting Caste (2009)
- Failed States (2012)
- Victory Lap (2017)
- At Peace (2025)[4]